# Jakub Niemirowicz
Jakub Niemirowicz zwany Szczytem  (Jakub Janowicz Niemirowicz / Jakub Szczyt / Jakub Szczyt Niemirowicz) herbu Jastrzębiec (zm. 1493/1494) – starosta brzeski (1479–1492), marszałek hospodarski (1483), członek rady wielkoksiążęcej (1483), namiestnik briański (1493–1494)
Syn Jana Niemirowicza i Małgorzaty, wnuk Jana Niemiry z Wsielubia.
Starostą brzeskim był co najmniej od 7 czerwca 1479 r., zastępując na tym urzędzie Jana Nasutę z Międzyrzeca i uczestnicząc w rokach sądowych sprawowanych przez Kazimierza Jagiellończyka.  W 1480 roku jako marszałek hospodarski i starosta brzeski uczestniczy w zawarciu traktatu między Kazimierzem Jagiellończykiem a kniaziami Worotynskimi, Odojewskimi i Nowosilskimi. Pod koniec życia został przeniesiony na pograniczne namiestnictwo w Briańsku. Urząd ten sprawował krótko, umierając na przełomie lat 1493/1494. Aleksander Jagiellończyk na jego następcę wyznaczył kniazia Fiedora Żesławskiego.
Jakub Niemirowicz był dziedzicem Wsielubia, Żulina, Woli Żulińskiej, Bacik, Śledzianowa, Bużysk i Chodkowic (obecnie Chutkowice). Na skutek ciagnących się latami procesów sądowych związanych z dobrami Żulin i Wola Żulińska pozbył się ich wraz z królewszczyzną Hruszów, otrzymując w zamian od szlachcica Andrzeja z Malowej Góry m.in. Malową Górę, Nanoszewicze, Wojszyn.
Właściciel wsi Dzięciolowo w ziemi bielskiej, która potem została nazwana Szczyty-Dzięciołowo w celu upamiętnienia właściciela i odróżnienia od innej wsi w ziemi bielskiej, również o nazwie Dzięciołowo, należącej do Tarusów.
Poślubił Opranię Miszkowiczównę Wesztortowicz herbu Sulima (córkę Michała, namiestnika słonimskiego i łowczego hospodarskiego). Dzieci Jakuba i Opranii:
- Jan, dwukrotnie żonaty: wpierw z N.N., drugą żoną zaś była Zofia Pietkowicz, która po śmierci Jana wyszła za mąż za Jana Juriewicza Hlebowicza, kanclerza wielkiego litewskiego
- Stanisław
- Mikołaj żonaty z Zofią Narbuttówną II voto za Erazmem Oporowskim, synem Andrzeja (wojewody łęczyckiego)
- Małgorzata za Bartłomiejem Butko, woźnym grodzkim, ziemskim drohickim
- Anna za Pawłem Raczko h. Gozdawa, wojskim bielskim
- Elżbieta za Mikołajem Iliniczem herbu Korczak, synem Mikołaja (starosty smoleńskiego) i bratankiem Jerzego[1] - współfundatorka uposażenia kościoła w Grannem. Córką Elżbiety i Mikołaja była Anna Ilinicz I voto za Wacławem Kostewiczem (starostą kobryńskim) II voto za kniaziem Janem Wiktorynem Gabrielowiczem Giedroyciem.

Jakub Niemirowicz syn Jana przez współczesnych sobie był nazywany Szczytem. Synowie jego, od przydomka ojca, byli zwani Szczytami lub Szczytowiczami z dodaniem nazwiska Niemirowicz. W kolejnych pokoleniach nazwisko potomków Jakuba przybrało formę Niemirowicz-Szczytt (Szczytt-Niemirowicz), także w celu odróżnienia od innych rodzin noszących nazwisko Niemirowicz.